# Kekuta Manneh
Kekuta Manneh (Bakau, 30 dicembre 1994) è un calciatore gambiano naturalizzato statunitense, attaccante svincolato.

## Caratteristiche tecniche
È un esterno mancino che sa disimpegnarsi bene anche col destro, è dotato di una grandissima tecnica ma soprattutto di una velocità notevole che, ai tempi del Vancouver Whitecaps gli è valsa il soprannome di "Scooter".

## Carriera
Ha esordito in MLS il 3 marzo 2013 con la maglia dei Vancouver Whitecaps in occasione del match vinto 1-0 contro Toronto FC.